# كربون (برنامج)
كربون (بالإنجليزية: Karbon) (أسماؤه السابقة: كربين14 Karbon14، كونتور Kontour، كيليسترايتر KIllustrator) هو تطبيق برمجي وراسم جرافيك حر ومفتوح المصدر، مختص بتحرير الرسوم المتجهية. ينتمي كربون إلى عائلة التطبيقات المكتبية كي أوفيس التابعة لواجهة كدي.

## الصيغ المدعومة

### دعم فتح
- اوبن ديكيومينت (ODG)
- الرسومات الشعاعية القابلة للتمديد (SVG)
- ووردبيرفكت (WPG)
- ويندوز ميتافايل (WMF)
- إنكابسوليتيد بوستيكريبت (EPS/PS)

### دعم تعديل
- اوبن ديكيومينت (ODG)
- الرسومات الشعاعية القابلة للتمديد (SVG)
- بي إن جي (PNG)
- صيغة المستندات المنقولة (PDF)
- ويندوز ميتافايل (WMF)[4]

## وصلات خارجية
- كربون على موقع Open Hub (الإنجليزية)

الموقع الرسمي للبرنامج نسخة محفوظة 18 سبتمبر 2011 على موقع واي باك مشين..